# Africa Israel Investments
Africa Israel Investments (івр. אפריקה ישראל להשקעות) - це міжнародний холдинг і інвестиційна компанія, що базується в Єгуд, Ізраїль. Група складається з декількох приватних і державних компаній, що працюють в таких областях, як нерухомість, будівництво, інфраструктура, виробництво, туризм і відпочинок. Акції компанії торгуються на Тель-авівському біржі. Компанія стала предметом освітлення газети в 2008 році для своєї асоціації з будівництвом ізраїльських поселень на Західному березі.